# Richard Pavlikovský
Richard Pavlikovský (* 3. březen 1975, Ilava) je slovenský hokejový obránce a odchovanec klubu MHK Dubnica. Je starším bratrem Rastislava Pavlikovsky. Z Dubnice přestoupil do sousedního Trenčína, kde hrával osm sezón. V sezóně 1993/94 nášup za reprezentaci Slovenska do 20 let za kterou odehrál 4 setkání. Před sezónou 2000/01 přestoupil do extraligy do klubu HC Havířov, kde odehrál jednu sezónu. V této sezóně si vybojoval i premiérovou účast na mistrovství světa. Jeho další hokejové kroky směřovaly do Švédska ve kterém strávil tři sezóny. První dvě v klubu HV 71 a třetí v klubu Leksand. Po tříleté anabázi ve Švédsku přestoupil do klubu Grizzly Adams Wolfsburg v německé nejvyšší soutěži Deutsche Eishockey Liga. V této lize odehrál 9 sezón. Po první sezóně v tomto klubu přestoupil do klubu Krefeld Pinguine, kde strávil 8 sezón. Sezónu 2013/14 hrává v českém klubu HC Orli Znojmo v rakouské lize Erste Bank Eishockey Liga v níž působí i zahraniční kluby.

## Klubová kariéra
- 1992-93 HC Dukla Trenčín
- 1993-94 HC Dukla Trenčín
- 1994-95 HC Dukla Trenčín
- 1995-96 HC Dukla Trenčín
- 1996-97 HC Dukla Trenčín
- 1997-98 HC Dukla Trenčín
- 1998-99 HC Dukla Trenčín
- 1999-00 HC Dukla Trenčín
- 2000-01 HC Havířov
- 2001-02 HV71 SHL
- 2002-03 HV71 SHL
- 2003-04 Leksands IF SHL
- 2004-05 Grizzly Adams Wolfsburg
- 2005-06 Krefeld Pinguine DEL
- 2006-07 Krefeld Pinguine DEL
- 2007-08 Krefeld Pinguine DEL
- 2008-09 Krefeld Pinguine DEL
- 2009-10 Krefeld Pinguine DEL
- 2010-11 Krefeld Pinguine DEL
- 2011-12 Krefeld Pinguine DEL
- 2012-13 Krefeld Pinguine DEL
- 2013-14 Orli Znojmo Erste Bank Eishockey Liga
- 2014-15 Orli Znojmo Erste Bank Eishockey Liga

## Reprezentace
Statistiky reprezentace na Mistrovstvích světa a Olympijských hrách:
| Turnaj             | Místo konání                                   | Z | G | A | B | Umístění  | Soupisky          |
| ------------------ | ---------------------------------------------- | - | - | - | - | --------- | ----------------- |
| MS 2001            | Německo (Norimberk, Kolín nad Rýnem, Hannover) | 7 | 1 | 0 | 1 | 7. místo  | Soupiska MS 2001  |
| ZOH 2002           | USA (Salt Lake City)                           | 4 | 0 | 0 | 0 | 13. místo | Soupiska ZOH 2002 |
| Celkem na MS (1x)  |                                                | 7 | 1 | 0 | 1 |           |                   |
| Celkem na ZOH (1x) |                                                | 4 | 0 | 0 | 0 |           |                   |